# 下卡拉斯科萨
卡拉斯科萨德亚瓦霍，是西班牙卡斯蒂利亚-莱昂索里亚省的一个市镇。总面积24平方公里，总人口32人（2001年），人口密度1人/平方公里。